# Puzie
Puzie (biał. Пузі, Puzi; ros. Пузи, Puzi) – wieś na Białorusi, w obwodzie brzeskim, w rejonie bereskim, w sielsowiecie Stryhin, nad Jasiołdą.

## Historia
W XIX i w początkach XX w. położone były w Rosji, w guberni grodzieńskiej, w powiecie słonimskim.
W dwudziestoleciu międzywojennym leżały w Polsce, w województwie poleskim, w powiecie kosowskim/iwacewickim, w gminie Piaski. W 1921 miejscowość liczyła 274 mieszkańców, zamieszkałych w 44 budynkach, wyłącznie Białorusinów wyznania prawosławnego.
Po II wojnie światowej w granicach Związku Sowieckiego. Od 1991 w niepodległej Białorusi.